# H. M. Wynant
H. M. Wynant (nascido Haim Weiner; 12 de fevereiro de 1927, Detroit) é um ator norte-americano que atua no cinema e na televisão.
É natural de Detroit, Michigan, Estados Unidos.

## Carreiraarreira
Seus créditos na televisão incluem Playhouse 90, Sugarfoot, Hawaiian Eye, Combat!, The Wild Wild West, Perry Mason, Daniel Boone, Gunsmoke, Frontier Circus, Get Smart, Hawaii Five-O, Hogan's Heroes, Mission: Impossible, Quincy e Dallas. Wynant fez dez participações especiais em Perry Mason, incluindo três como vice-promotor distrital Sampson durante a temporada de 1960–61. Na primeira atuação dele no programa em 1958, interpretou o réu Daniel Conway em "The Case of the Daring Decoy". Em 1963 interpretou a vítima de assassinato Tobin Wade, em "The Case of the Decadent Dean".  Uma das atuações mais memoráveis dele foi como viajante David Ellington no episódio "The Howling Man", da Twilight Zone.
Fez sua estreia no cinema como um indiano em Run of the Arrow (1957), de Samuel Fuller. Seus créditos no cinema incluem Run Silent, Run Deep (1958), The Slender Thread (1965), Track of Thunder (1967), The Helicopter Spies (1967), Marlowe (1969), Conquest of the Planet of the Apes (1972), The Horror at 37,000 Feet (1973), Hangar 18 (1980), Earthbound (1981) e Solar Crisis (1990). No filme da Walt Disney, de 1958, Tonka, Wynant interpretou Yellow Bull, um indiano Sioux, que era o primo de White Bull, interpretado por Sal Mineo, e acaba morto na batalha de Little Bighorn, também conhecida como A Última Batalha de Custer. Wynant também interpretou um vilão que lutou contra o Elvis Presley em It Happened at the World's Fair (1963).
Nos últimos anos, se tornou membro da sociedade anônima de Larry Blamire, interpretando figuras de autoridade, tais como general Pentagon em The Lost Skeleton Returns Again e psiquiatra esquisito em Dark and Stormy Night.
Voltou aos cinemas em 2011 com Footprints, pelo qual foi indicado de melhor ator coadjuvante, no Festival de Cinema Independente do Method Fest [en].